# Lanmeur

Lanmeur este o comună în departamentul Finistère, Franța. În 1 ianuarie 2022 avea o populație de 2.367 de locuitori.